# Streptostachys macrantha
Streptostachys macrantha är en gräsart som först beskrevs av Carl Bernhard von Trinius, och fick sitt nu gällande namn av Fernando Omar Zuloaga och Thomas Robert Soderstrom. Streptostachys macrantha ingår i släktet Streptostachys och familjen gräs. Inga underarter finns listade i Catalogue of Life.